# Gabriela Zapata
Geraldine Gabriela Zapata Montaño (La Paz, 18 de abril de 1986) es una exgerente y empresaria boliviana. Fue la gerente comercial de la empresa China CAMC Engeneering Co.,LTD para Bolivia desde 2012 hasta 2016. Se hizo conocida en 2016 por las acusaciones en su contra sobre tráfico de influencias y otros delitos relacionados con la adjudicación de contratos estatales a favor de  la empresa que ella gerenciaba mientras sostenía una relación sentimental con el entonces presidente Evo Morales.
El 23 de mayo de 2017, la justicia boliviana condenó a 10 de años de prisión a Gabriela Zapata. Desde 2017 se encontraba cumpliendo su condena en el Centro de Orientación Femenina de Miraflores, un centro penitenciario de mujeres de máxima seguridad, ubicado en la ciudad de La Paz, hasta su fecha de liberación del 23 de mayo del año 2027. Pero el juez cuarto de ejecución penal Abraham Aguirre dispuso la “libertad inmediata” de Gabriela Zapata Montaño el 29 de noviembre de 2021.
En cuanto a las acusaciones sobre tráfico de influencias, la comisión de la Asamblea Legislativa Plurinacional de Bolivia llegó a conclusión oficial de que no existía ni una sola prueba que demuestre la existencia de tráfico de influencias o relación del Presidente Evo Morales con los contratos de la empresa china CAMC y Gabriela Zapata.

## Biografía
Zapata nació el 18 de abril de 1986 en la ciudad de La Paz. Desde muy pequeña se trasladó a vivir a la ciudad de Cochabamba por el trabajo de su padre.
Fue gerente comercial de la empresa china CAMC Engeneering.Co.LTD para Bolivia en CAMC Bolivia Branch entre 2012 y 2016.

## Caso Zapata

### Inicio
El 3 de febrero de 2016 el periodista Carlos Valverde informó que el presidente Evo Morales tuvo un hijo con Gabriela Zapata, misma que en ese momento fungía como ejecutiva de la Empresa China CAMC que habría sido beneficiada con millonarios contratos por parte del sector público, de tal manera que acusó al Presidente de tráfico de influencias.
Se desató una controversia alrededor de la existencia o no del hijo de Evo Morales y Gabriela Zapata. El Presidente en sus primeras declaraciones indicó que le hicieron conocer que el niño nació muerto. Al respecto, surgieron diferentes teorías por ejemplo que el niño vivía en el extranjero o que el niño jamás existió.
El 16 de febrero de 2016 se creó una comisión de la Asamblea Legislativa para investigar el supuesto tráfico de influencias cometido por Zapata cargo por el cual fue aprehendida el 26 de febrero de 2016.

### Comisión de la Asamblea Legislativa
El principal objetivo de la Comisión fue determinar si existió tráfico de influencia en la asignación de los contratos gubernamentales otorgados a la Empresa China CAMC, mismos que sumaban más de USD500 millones y se detallan a continuación: 
| Nombre del Proyecto | Entidad Encargada de la Contratación               | Modalidad de Contratación  | Fecha de firma | Monto en USD   |
| --- | -------------------------------------------------- | -------------------------- | -------------- | -------------- |
| Construcción montaje y puesta en marcha de la Planta Industrial de Sales de Potasio - GNRE                                                              | COMIBOL                                            | Contratación Directa       | 13/07/2015     | 177.008.174,00 |
| Construcción de la presa, obras anexas y complementarias (Misicuni II) del Proyecto Múltiple Misicuni.                                                  | Empresa MISICUNI                                   | Contratación por Excepción | 08/10/2014     | 61.638.517,00  |
| Ingeniería, suministro, construcción, montaje y puesta en marcha de la Planta industrial de azúcar y derivados de la Empresa Azucarera San Buenaventura | Empresa San Buenaventura                           | Contratación Directa       | 05/03/2012     | 166.991.647,00 |
| Construcción del Primer Tramo vía férrea Montero - Bulo Bulo                                                                                            | Ministerio de Obras Públicas, Servicios y Vivienda | Licitación Pública         | 19/09/2013     | 103.167.226,00 |
| Contrato Sistema de Comunicaciones, Distribución de Energía Proyecto Misicuni                                                                           | Empresa MISICUNI                                   | Contratación por Excepción | 08/10/2014     | 25.151.052,00  |
| Contrato instrumentos de Medición Proyecto Misicuni | Empresa MISICUNI                                   | Contratación por Excepción | 14/08/2014     | 2.280.897,00   |
| Compra de tres perforadoras para YPFB | YPFB                                               | Contratación Directa       | may-09         | 60.000.000,00  |
| Total | Total                                              | Total                      | Total          | 596.237.513,00 |

La comisión de la Asamblea Legislativa concluyó que no existía ni una sola prueba que demuestre la existencia de tráfico de influencias o relación del Presidente con los contratos de la empresa china CAMC.

### Juicio público Estado Boliviano - Gabriela Zapata
En febrero de 2016 el gobierno denunció a Gabriela Zapata por usurpación de funciones, puesto que se comunicaba con entidades del sector público, empresas nacionales e internacionales a nombre del Gobierno, producto de la demanda se aprehendió a Zapata el 26 de febrero. Posteriormente, en marzo de 2016, el Ministerio de Transparencia inició otro proceso, demandándola por el delito de enriquecimiento ilícito. 
El 26 de julio de 2016, la Fiscalía General del Estado Boliviano, realizó la acusación formal contra Zapata por los delitos de legitimación de ganancias ilícitas, falsedad ideológica, uso de instrumento falsificado, contribuciones y ventajas ilegítimas y uso indebido de bienes y servicios públicos. En el proceso de investigación se logró vincular a Cristina Choque, Jimmy Morales, Ricardo Alegría y Walter Zuleta (abogado de Zapata). Sin embargo la comisión de fiscales conformada para investigar el caso eximió a Zapata de los cargos de uso indebido de influencias en grado de complicidad, falsedad material, ejercicio indebido de la profesión y enriquecimiento ilícito de particulares con afectación al Estado. A lo que el Ministerio de Transparencia presentó una impugnación logrando que todo los cargos iniciales fueran aplicados.

#### Condena a Gabriela Zapata
El 23 de mayo de 2017, la justicia boliviana a través del Tribunal de Sentencia 1.º Anticorrupción y Violencia contra la Mujer (perteneciente al Tribunal Departamental de Justicia de La Paz), condenó a 10 de años de prisión a Gabriela Zapata por claros indicios de culpabilidad en los delitos penales de: 
- Legitimación de Ganancias ilícitas
- Falsedad Ideológica
- Uso de Instrumento falsificado
- Asociación Delictuosa'
- Uso indebido de Bienes Públicos.

Desde 2017 Zapata se encuentra cumpliendo su condena de prisión en el Centro de Orientación Femenina de Obrajes ubicado en la ciudad de La Paz, previéndose  su salida para  el 23 de mayo del año 2027.

#### Condena a Implicados
Junto a Zapata, la justicia boliviana condenó a un grupo de personas que estuvieron implicados con ella:
- Cristina Choque (exjefa de la Unidad de Gestión Social del Ministerio de la presidencia de Bolivia), fue condenada a 4 años de prisión en la cárcel de Centro de Orientación Femenina de Obrajes.
- Jimmy Morales (exfuncionario chofer del Ministerio de la Presidencia) fue condenado a 3 años de prisión en la Cárcel de San Pedro
- Walter Zuleta (abogado de Gabriela Zapata) fue condenado a 3 años de prisión en la Cárcel de San Pedro (este se encuentra actualmente prófugo de la justicia boliviana)
- Ricardo Alegría (socio de Gabriela Zapata) fue condenado a 2 años de prisión en la Cárcel de San Pedro
- Carlos Ramírez (empresario vinculado con los negocios de Gabriela Zapata) fue condenado a 2 años de prisión en la Cárcel de San Pedro

### Juicio privado Presidente Evo Morales - Gabriela Zapata
El 3 de marzo de 2016, el abogado del Presidente Evo Morales, presentó una denuncia en la Fuerza Especial de Lucha Contra el Crimen (FELCC) contra Gabriela Zapata y los abogados Eduardo León y William Sánchez, además de Pilar Guzmán, por el cargo de maltrato psicológico. El 7 de mayo la juez declaró improbada la demanda presentada por el presidente Morales por supuesta violencia psicológica contra la señora Zapata. Las declaraciones de los abogados de ambas partes fueron totalmente contradictorias puesto que mientras el abogado del Presidente Morales indicó que no se presentó al niño, el abogado de Zapata indicó, que la juez, la trabajadora social y una psicóloga constataron la existencia de éste.

## Mediatización nacional e internacional
El Caso Zapata, denunciado por el periodista boliviano Carlos Valverde tuvo gran repercusión mediática en toda Bolivia, el 3 de febrero de 2016, a vísperas de realizarse el Referéndum constitucional de Bolivia de 2016. Este referéndum planteaba y consultaba a la población en general si estaba de acuerdo con la reforma al artículo 168 de la Constitución Política del Estado de Bolivia que permitiría una nueva postulación del Presidente Morales al cargo. 
De forma local el Caso Zapata fue seguido por todos los medios de comunicación a tal grado que el 13 de marzo de 2016, el presidente Evo Morales pidió a la prensa que ya no se le consulte sobre el caso.
Los medios internacionales como la BBC, y la CNN le dedicaron reportajes completos.
Un año después, en marzo de 2017, ATB anunció la difusión de una entrevista a Gabriela Zapata desde la cárcel, que fue en extremo controversial, puesto que no se dio a conocer al entrevistador ni las preguntas realizadas por este.